# لطف الله حليمي
لطف الله حليمي (توفي عام 1516) كان شاعرًا ومعجميًا عثمانيًّا من أصل فارسي.

## سيرته
وُلِد حليمي لشخص يُدعى أبا يوسف. لا يزال المكان الدقيق فيما يتعلق بمكان ولادته وتعليمه غير واضح. وفقًا عاشق جلبي، هاجر حليمي من إيران وصعد سلم البلاط العثماني من خلال دعم محمود باشا، الصدر الأعظم في ذلك الوقت. وتذكر مصادر لاحقة أن حليمي وُلد في أماسية بالقرب من البحر الأسود. وفقًا لأعماله الخاصة، انتقل حليمي من إيران حيث عُيِّن معلمًا للأمير محمد (المعروف لاحقًا باسم السلطان محمد الفاتح، أي محمد الثاني).
ومن المرجح أن حليمي أصبح قاضي سيواس في عهد محمد الفاتح الثاني، الذي أحبه.
وفقًا لحاجي خليفة، فإن وفاة حليمي كانت نتيجة جريمة قتل.

## أعماله
ومن أعمال حليمي المعروفة:
- بحر الغرائب / لغة حليمي (قاموس فارسي تركي، موجود في العديد من المكتبات تحت أسماء مختلفة، مثل "قاسمية"، "قائممة"، أو "نثر الملك")
- شرحات الأسماء (قاموس عربي-فارسي)
- طب منزوم (عمل فارسي في الطب، مُهدى إلى محمد الفاتح. وفقًا لتحسين يازجي / موسوعة إيرانيكا ، يذكر حليمي في المقدمة أنه "مدينٌ كثيرًا للأطباء اليونانيين في تعلم الطب"، ويوضح أنه "فضل استخدام الفارسية بدلاً من العربية في عمل شعري، لأنه كان يعتقد أنه لا توجد لغةٌ أرقى وأناقةً من الفارسية". ويضيف يازجي أن حليمي في مقدمة العمل "يعترف بديونه لكتابي القانون والشفاء لابن سينا ".)
- شرح مختصر الأشكال (رسالة مختصرة في الشريعة الإسلامية، باللغة العربية)
- قصيدة تأية (قصيدة عربية مصحوبة بتعليق أضافها حليمي لاحقًا. أُهديت للسلطان محمد الفاتح. في هذا العمل، يُشيد حليمي بالسلطان ويذكر "المصائب" التي عاناها هو نفسه خلال حياته. يُشير يازجي في تعليقه على العمل: "يصف حليمي العلاقة المثالية بين الحكام والقادة الدينيين، ويروي مواقف الحكام السابقين من هذه القضية، مُوبِّخًا العلماء المُضلِّلين". كما نجد في العمل أبياتًا شعرية وقصصًا فارسية.)